# 関直彦

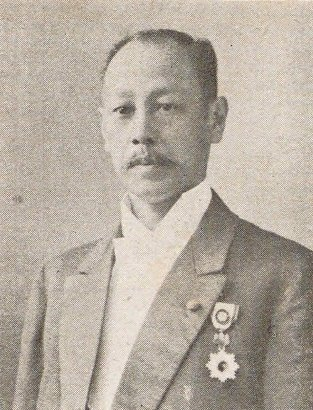
関直彦

関 直彦（せき なおひこ、1857年9月4日（安政4年7月16日） - 1934年（昭和9年）4月21日）は、日本のジャーナリスト、政治家、弁護士。東京日日新聞社長、衆議院議員、貴族院議員。

## 経歴
江戸で紀州藩士関平兵衛の次男として生まれる。1883年、東京大学法学部法律科を卒業後、東京日日新聞入社。東京専門学校・英吉利法律学校の各講師、東京日日新聞記者、日報社社長などを務め、後に弁護士となり東京弁護士会長も務めた。さらに、東京日日新聞・大阪日日新聞・帝国石油の各社長などを歴任。
政界にも進出し、麹町区会議員、東京市会議員、同参事会員、東京府会議員を歴任。1890年7月、第1回衆議院議員総選挙に和歌山県第3区から出馬し当選。その後、第2回総選挙・第6回総選挙は和歌山の選挙区で当選し、第9回から第15回総選挙は東京府の選挙区で当選し、衆議院議員を通算10期務めた。この間、第13代衆議院副議長、立憲国民党幹事長、同総務を歴任。
1927年4月18日、貴族院勅選議員に任じられ、同和会に属し死去するまで在任した。多磨霊園に胸像が建っているが、墓所は高円寺にある。なお、胸像の説明板などは剥がされており、おそらく戦時中の金属供出で取られたものと思われる。

## 栄典
- 1915年（大正4年）11月10日  - 勲三等瑞宝章[2]

## 著書

### 単著
- 『立憲王道論・立憲宰相論・立憲政治の人民』日報社、1888年12月。NDLJP:783778。
- 『衆議院議員撰挙法』三省堂、1889年2月。NDLJP:789343。
- 『議院法』三省堂、1889年2月。NDLJP:2385865 NDLJP:2387846。
- 『大日本帝国憲法』三省堂、1889年2月。NDLJP:1081713 NDLJP:2385894 NDLJP:2387817。
  - 『大日本帝国憲法 明治22年』（復刻版）信山社出版〈日本立法資料全集 別巻 383〉、2006年1月。ISBN 9784797249491。
- 『七十七年の回顧』三省堂、1933年10月。NDLJP:1058065。
  - 『七十七年の回顧』（修正再版）三省堂、1933年10月。NDLJP:1211074。
  - 『七十七年の回顧 伝記・関直彦』大空社〈伝記叢書 121〉、1993年6月。ISBN 9784872364200。

### 翻訳
- 『オースチン氏法理学』関直彦、1884年3月。
  - 『オースチン氏法理学 1』錦森閣、1888年3月。NDLJP:786152。
  - 『オースチン氏法理学 2』錦森閣、1888年3月。NDLJP:786153。
  - 『オースチン氏法理学 上巻』（復刻版）信山社出版〈日本立法資料全集 別巻 381〉、2006年1月。ISBN 9784797249460。
  - 『オースチン氏法理学 下巻』（復刻版）信山社出版〈日本立法資料全集 別巻 382〉、2006年1月。ISBN 9784797249477。
- ビーコンスフヰールド『春鴬囀 政党余談絵入 第1篇』関直彦、1884年3月。NDLJP:896939。
- ビーコンスフヰールド『春鴬囀 政党余談絵入 第2篇』関直彦、1884年4月。NDLJP:896940。
- ビーコンスフヰールド『春鴬囀 政党余談絵入 第3篇』関直彦、1884年6月。NDLJP:896941　。
- ビーコンスフヰールド『春鴬囀 政党余談絵入 第4篇』関直彦、1884年6月。NDLJP:896942。
  - ビーコンスフヰールド『春鴬囀 政党余談絵入』関直彦、1885年11月。NDLJP:896943。
  - ビーコンスフィールド『春鴬囀 政党余談絵入』雄松堂書店〈明治初期翻訳文学選 第2期〉、1982年1月。
- ブルーム『英国訴訟法註釈』石川治兵衛、1886年2月。NDLJP:795096。
  - ブルーム『英国訴訟法註釈』（復刻版）信山社出版〈日本立法資料全集 別巻 380〉、2005年12月。ISBN 9784797249453。
- 『開巻驚奇 西洋復讐奇談 前編』金港堂、1887年4月。NDLJP:897009。